# Лагранжиан Гейзенберга — Эйлера
Лагранжиан Гейзенберга — Эйлера описывает нелинейную динамику электромагнитного поля в вакууме. Был впервые получен Вернером Гейзенбергом и Гансом Эйлером в 1936 году для учёта влияния эффектов квантовой электродинамики на свободное электромагнитное поле через рождение пар виртуальных электронов-позитронов.

## Физические предпосылки

Рис. 1. Диаграмма Фейнмана для поляризации вакуума (однопетлевое приближение)

Рис. 2. Фейнмановская диаграмма дельбрюковского рассеяния

При выводе формулы эффекты поляризации вакуума учитываются в однопетлевом приближении, справедливом для электромагнитных полей, мало изменяющихся на расстояниях порядка комптоновской длины волны. Пример такого процесса изображён на рисунке для одной входящей и одной выходящей фотонной линии. Замкнутая петля учитывает рождение электрона (верхняя часть петли) и позитрона (нижняя часть петли) в левой вершине и их уничтожение в правой. С учётом таких процессов плотность лагранжиана в отличие от классической электродинамики выражается не только через инварианты поля, {\displaystyle {\mathcal {F}}={\frac {1}{2}}\left(\mathbf {B} ^{2}-\mathbf {E} ^{2}\right)} и {\displaystyle {\mathcal {G}}=\mathbf {E} \cdot \mathbf {B} }, но и через постоянную тонкой структуры, {\displaystyle \alpha \approx {\frac {1}{137}}}, а также массу, m, и заряд, e, электрона. Лагранжиан для сколь угодно сильных полей, общая формула:
{\displaystyle {\mathcal {L}}=-{\mathcal {F}}-{\frac {1}{8\pi ^{2}}}\int _{0}^{\infty }\exp \left(-m^{2}s\right)\left[(es)^{2}{\frac {\operatorname {Re} \cosh \left(es{\sqrt {2\left({\mathcal {F}}+i{\mathcal {G}}\right)}}\right)}{\operatorname {Im} \cosh \left(es{\sqrt {2\left({\mathcal {F}}+i{\mathcal {G}}\right)}}\right)}}{\mathcal {G}}-{\frac {2}{3}}(es)^{2}{\mathcal {F}}-1\right]{\frac {ds}{s^{3}}}}
В случае слабых полей: {\displaystyle {\mathcal {L}}={\frac {1}{2}}\left(\mathbf {E} ^{2}-\mathbf {B} ^{2}\right)+{\frac {2\alpha ^{2}}{45m^{4}}}\left[\left(\mathbf {E} ^{2}-\mathbf {B} ^{2}\right)^{2}+7\left(\mathbf {E} \cdot \mathbf {B} \right)^{2}\right]}
В частности, на основе полученного лагранжиана можно вычислить амплитуду рассеяния фотона на фотоне (см. рисунок 2), которая для свободных фотонов оказывается исключительно малой. Тем не менее оказывается возможным наблюдение рассеяния Дельбрюка при взаимодействии гамма-фотона с виртуальным фотоном (например, в кулоновском поле атомного ядра).

## Эксперименты и наблюдения
Расщепление фотона в сильном магнитном поле было измерено в 2002 году. Представляет интерес возможность астрофизических наблюдений предсказываемого в рамках формализма Гейзенберга — Эйлера двойного лучепреломления для электромагнитных волн в сверхсильных магнитных полях. В 2016 году группа астрономов из Италии, Польши и Великобритании сообщила о наблюдении света, излучаемого нейтронной звездой (пульсар RX J1856.5−3754). Напряжённость исключительно сильного магнитного поля вблизи звезды составляет 1013 Гс, так что эффект двойного лучепреломления может быть достаточно заметным и объяснять наблюдавшуюся степень поляризации света {\displaystyle \approx 16}%. Однако этот результат не общепризнан, и есть исследователи, считающие, что приблизительность модели нейтронной звезды при неизвестном направлении её магнитного поля не позволяет сделать определённые выводы.